# Kiltsi (Haapsalu)
Koordinaten: 58° 55′ N, 23° 31′ O
Kiltsi (deutsch Weißenfeld) ist ein Dorf (estnisch küla) in der Stadtgemeinde Haapsalu (bis 2017: Landgemeinde Ridala) im Kreis Lääne in Estland.

## Einwohnerschaft und Lage

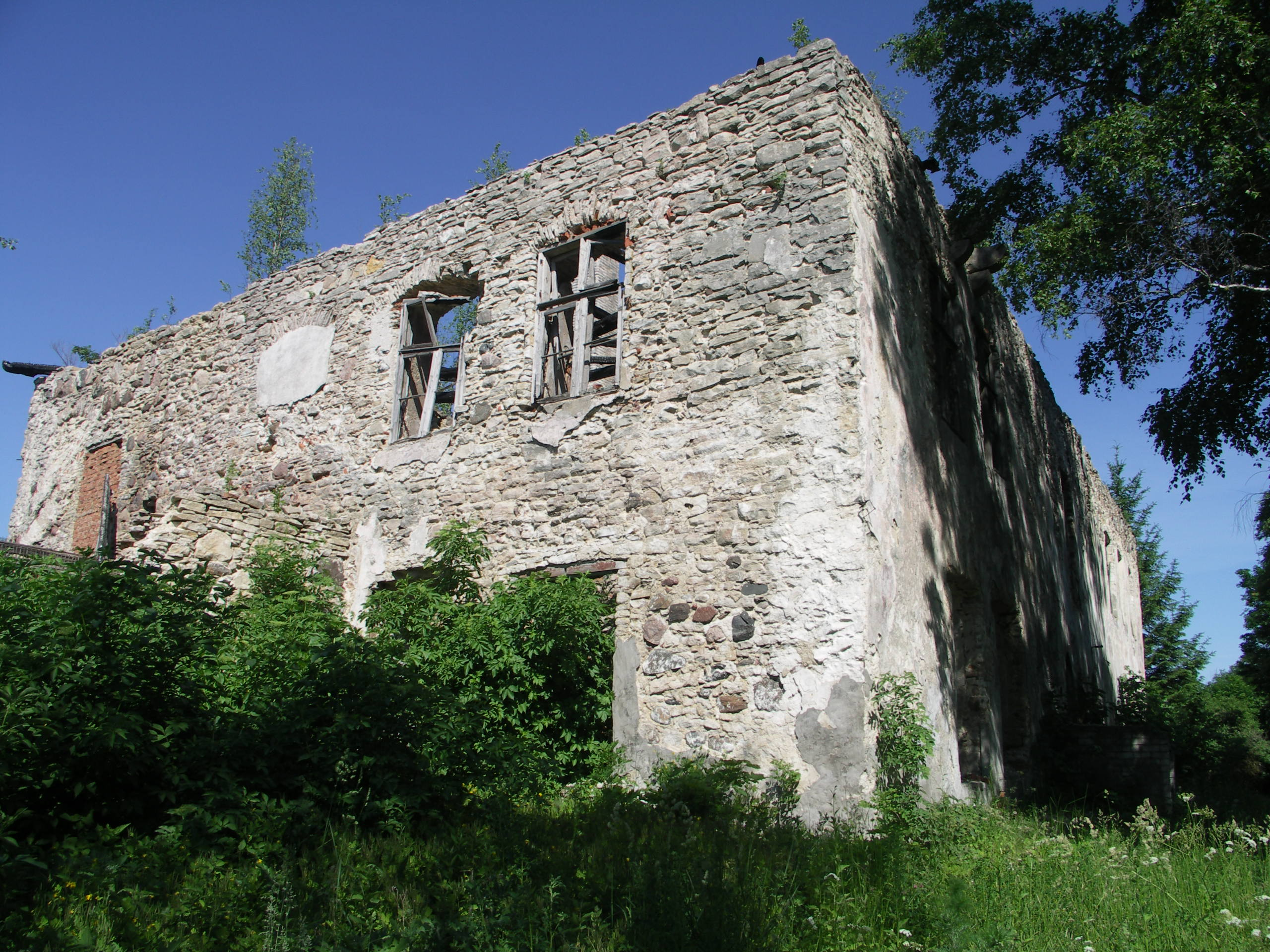
Ehemaliges Herrenhaus des Guts

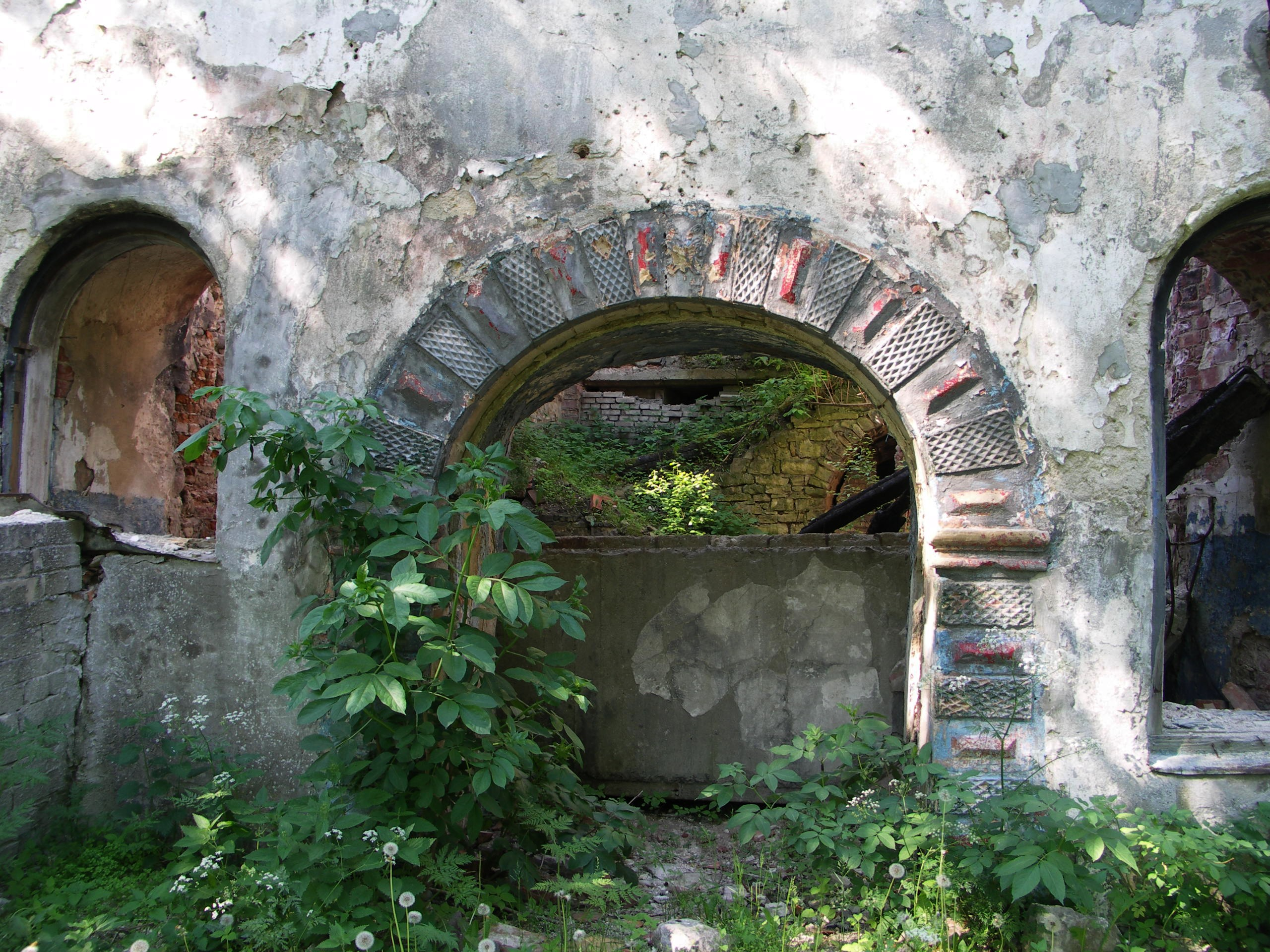
Früheres Hauptportal

Der Ort hat 52 Einwohner (Stand 31. Dezember 2011). Er liegt knapp drei Kilometer südwestlich der Kernstadt Haapsalu. Durch den Ort fließt der Bach Ungru oja.
1923 wurde in Kiltsi ein Radio-Sendemast errichtet. Auf dem heutigen Territorium des Ortes stehen auch die beiden Leuchttürme von Paralepa.

## Gut von Kiltsi
Für 1323 ist die Existenz eines Bertold von Wittenfelde (de Alba Curia) nachgewiesen. Wahrscheinlich wurde im Zentrum des Ritterguts während des 14. oder 15. Jahrhunderts eine Vasallenburg errichtet. Sie wurde während des Livländischen Kriegs im 16. Jahrhundert stark beschädigt.
1513 wurde der Wittenhof erstmals urkundlich erwähnt. 1523 wurde er als Hof Wittenfeld verzeichnet. Vom deutschen Ortsnamen Weißenfeld kommt die direkte estnische Übersetzung Valgevälja, wie der Südteil des heutigen Ortes auch genannt wird. Kiltsi, der estnischsprachige Name des Ortes, stammt wahrscheinlich von Otto von Gilsen, der im 16. Jahrhundert der Besitzer war.
Im 17. Jahrhundert wurde die frühere Burg zu einem zweigeschossigen Herrenhaus im Stil der Renaissance umgestaltet. Mittelalterliche Elemente wurden dabei beibehalten. Im 18. Jahrhundert wurden zwei langgestreckte, eingeschossige Seitenflügel ergänzt.
Von 1765 bis 1871 stand der Hof im Eigentum der adligen deutschbaltischen Familie Knorring. Dann kaufte ihn der Arzt Carl Arthur Woldemar von Hunnius (1825–1893), Sohn des berühmten Haapsaluer Kreisarztes Carl Abraham Hunnius (1797–1851). Bis 1939 stand der fünfzig Hektar große Kern des Anwesens als Resthof im Eigentum der Familie Hunnius.
Nach dem Zweiten Weltkrieg diente das Anwesen bis 1991 der Roten Armee. Ein Feuer 1993 zerstörte das Herrenhaus, von dem heute nur noch Ruinen zu sehen sind. Das in Estland einzigartige, mit einem Maskaron geschmückte Hauptportal im Renaissance-Stil fiel 2000 Vandalismus zum Opfer. Die analogen Seitenportale im Vestibül wurden 2002 gestohlen.
Die Nebengebäude wurden von der sowjetischen Armee stark umgestaltet. Auch von ihnen sind meist nur noch Ruinen erhalten.

## Schloss Ungru
Auf dem Gebiet des Dorfes liegt das Schloss Ungru (deutsch Lindenhof).

## Flughafen Paralepa
Bei Kiltsi befindet sich auch der ehemalige sowjetische Militärflugplatz von Paralepa (Paralepa lennuväli).